# Campylaimus cylindricus
Campylaimus cylindricus is een rondwormensoort uit de familie van de Diplopeltidae. De wetenschappelijke naam van de soort is voor het eerst geldig gepubliceerd in 1956 door Gerlach.